# Juan Velázquez de las Cuevas
Juan Velázquez de las Cuevas (Coca, Segòvia ? - Oropesa, Toledo, 11 de març de 1598) o simplement conegut com a Juan de las Cuevas, va ser un religiós dominic castellà, que va ser bisbe d'Àvila (1596-1598).
Natural de la vila de Coca, fill d'Esteban Velázquez. Home destacat per la seva virtut, el govern i les lletres, va ser estudiant de la Universitat de Salamanca, lector d'arts i mestres d'estudiants, així com lector de teologia al Col·legi de Santo Tomás d'Alcalá. A la mateixa ciutat va prendre els hàbits, al convent de San Esteban ingressant a l'Orde dels Predicadors. Dintre dels dominics va exercir com a prior a Talavera, Salamanca i Palència, va ser nomenat per regir com a provincial d'Espanya el 1585. Més tard va ser Procurador General de l'Orde, i després Comissari Apostòlic per la reforma de les Carmelites descalces. Va ser escollit i nomenat per Felip II com a confessor del príncep-cardenal Albert d'Àustria, a quil va assistir mentre va ser governador del regne de Portugal. Més tard, el rei va conferir-li el bisbat d'Àvila, del qual va prendre possessió el 29 d'agost de 1596, va governar-lo durant dos anys. Va morir a Oropesa, l'11 de març de 1598, va ser enterrat a la capella major de la catedral d'Àvila.